# Daniel Anglès
Daniel Anglès   (Barcelona, 12 de desembre de 1975) és un director musical i cantant català.
A la dècada del 1990 va fundar la companyia El Musical Més petit. El desembre del 2015 va publicar el seu primer disc d'estudi Punto de Rocío, un disc homenatge a Rocío Jurado. El novembre del 2017 fou nomenat director artístic del Teatre Condal, un càrrec que combinava amb la direcció de la productora No Day But Today i l'escola Aules -Arts Escèniques de Barcelona. El setembre del 2018 esdevingué director artístic d'Onyric, un projecte de Focus al Teatre Condal. Ha impartit classes de cant. El 2022 va ser nomenat director artístic del concurs de talents musicals de TV3 Eufòria, i va dirigir la versió en català del musical Golfus de Roma.